# Gore Vidal
Eugene Luther Gore Vidal, més conegut com a Gore Vidal, (West Point, Nova York, 3 d'octubre de 1925 - Hollywood Hills, Califòrnia, 31 de juliol de 2012) fou un escriptor estatunidenc.

## Biografia
Eugene era fill d'Eugene Vidal i Nina Gore. Va nàixer en la famosa Acadèmia Militar dels Estats Units on son pare era instructor aeronàutic. Posteriorment, Vidal adoptaria com a nom propi el cognom del seu avi matern, Thomas P. Gore, el qual fora senador demòcrata per Oklahoma.
Sent un infant el van portar a Washington DC, on va estudiar en el col·legi St. Albans. El seu avi Gore estava llavors cec, i el jove Vidal li llegia en veu alta, a més d'exercir sovint com el seu guia, la qual cosa li va donar accés als corredors del poder (quelcom poc usual per a un xicot). L'aïllacionisme del senador Gore ha estat des de llavors una de les bases fonamentals de la filosofia política de Vidal, el qual sempre s'ha manifestat crític amb el que ell percep com «imperialisme americà».
Després de la seua graduació en la Phillips Exeter Academy, Gore es va allistar en la reserva de l'exèrcit estatunidenc l'any 1943.
Durant gran part dels últims anys del segle xx, Vidal ha dividit el seu temps entre Ravello, Itàlia, en la Costa d'Amalfi, i Los Angeles, Califòrnia. L'any 2003 va vendre sa casa de Ravello, i ara passa la major part del seu temps a Los Angeles. Al novembre del 2003 va morir la seua parella de tota la vida, Howard Austen. Gore Vidal fou soci honorari de la National Secular Society.
Va morir el 31 de juliol de 2012 a Hollywood Hills, part de l'àrea metropolitana de Los Angeles (Califòrnia), a l'edat de vuitanta-sis anys, a causa de l'agreujament de la pneumònia que patia.

## Activitat professional
Als 21 anys va publicar la seua primera novel·la, Williwaw, basada en les seues experiències com a militar en el destacament de la badia d'Alaska. Va ser un llibre ben rebut per la crítica. Uns anys més tard, la seua novel·la The city and the pillar, en què fa una càndida aproximació a la temàtica gai, va causar tal controvèrsia que el diari New York Times es va negar a publicar crítiques dels seus següents llibres. El llibre estava dedicat a J.T. Arran d'uns rumors publicats en una revista, Vidal es va veure forçat a admetre que es tractava del seu amant en St. Albans, Jimmie Trimble, a qui es refereix clarament en el llibre. Trimble havia mort a la batalla d'Iwo Jima l'1 de juny de 1945, i Vidal ha assegutat que va ser l'única persona a qui ha estimat. Alhora que augmentaven les vendes per les seues novel·les, Vidal treballava en obres de teatre, pel·lícules i sèries de televisió com a guionista. Dues d'aquestes obres, The Best Man i Visit to a Small Planet van ser grans èxits a Broadway i van ser després adaptades en pel·lícules que també van tenir molt d'èxit.
A principis de la dècada del 1950, i usant el pseudònim d'«Edgar Box», va escriure tres novel·les de misteri el protagonista del qual era el detectiu fictici Peter Sergeant. Peter Cutler Sergeant II, ex-combatent, diplomat a Harvard, "negre" d'un crític teatral i agent de relacions públiques, va protagonitzar la trilogia signada per Edgar Box al voltant del fet del crim i amb una notable càrrega satírica: Death in the Fifth Position -en català: Mort a la cinquena posició- (1952), Death Before Bedtime -La mort abans de dormir- (1953), Dead Like It Hot (1954). El programa de televisió nord-americà The Further Adventures of Ellery Queen va adaptar, amb el corresponent canvi de personatge principal, la segona novel·la i la tercera, el novembre de 1958 i gener de 1959 respectivament.

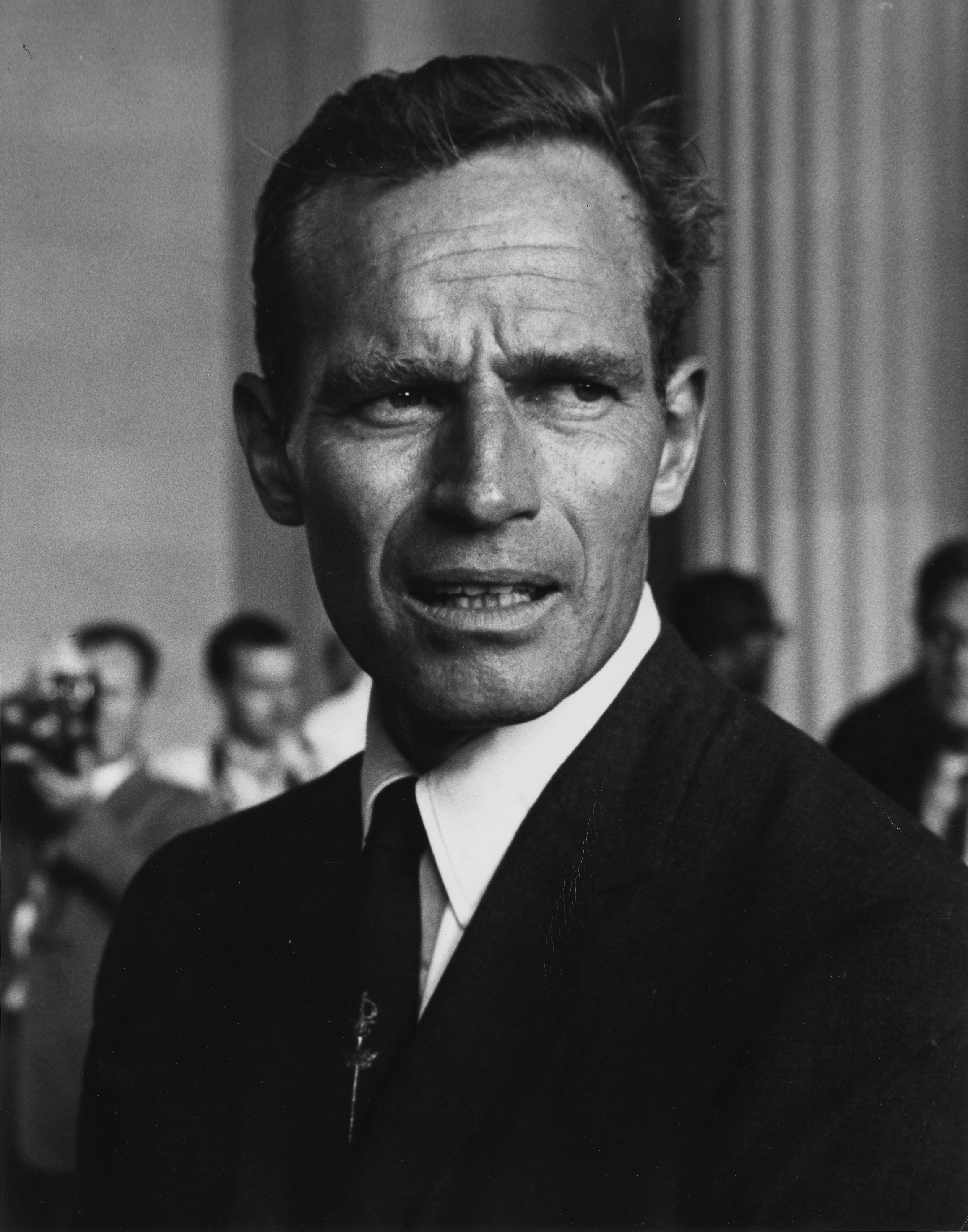
Charlton Heston, protagonista de la pel·lícula Ben Hur

La productora MGM va contractar Vidal com a escriptor l'any 1956. El 1959, el director de cine William Wyler el va requerir per a treballar sobre el guió de la pel·lícula Ben Hur, escrit per Karl Tunberg. Vidal va acceptar treballar amb Christopher Fry per a adaptar el guió a condició que la MGM l'alliberara dels seus dos últims anys de contracte. Malgrat això, la mort del productor Sam Zimbalist va provocar complicacions a l'hora d'establir els títols de crèdit. El gremi de guionistes va resoldre el problema amb el nomenament de Tunberg com a únic guionista de la pel·lícula, negant el mèrit tant a Vidal com a Fry. Charlton Heston es va mostrar molt descontent amb la presumpta homosexualitat d'una escena (homosexualitat tímida i deliberadament vetlada) que Vidal reclamava haver escrit, i va negar que aquest tinguera un paper significatiu en la creació del guió.
En la dècada del 1960, Vidal va escriure tres novel·les de molt d'èxit. L'any 1964 va publicar la meticulosament documentada novel·la Julian, que tractava sobre l'emperador romà Julià, dit «l'Apòstata»; l'any 1967 va escriure Washington D.C., centrada en la política durant l'era de Roosevelt; finalment, publicà l'any 1968 una inesperada comèdia satírica sobre la transexualitat, titulada Myra Breckinridge.
Després de dues obres de poc èxit: Weekend (1968) i An Evening with Richard Nixon (1972), i l'estranya novel·la semi-autobiogràfica Dues Germanes, Vidal se centraria principalment en les seues obres d'assaig i en dos tendències diferents en les seues novel·les: la novel·la històrica relativa a la història americana com Blurr (1973), 1876 (1976), Lincoln (1984), Imperi (1987), Holliwood (1989), L'edat d'or (2000), i una nova incursió en el món antic: Creació (escrita en 1981 i publicada en versió ampliada l'any 2002). També va crear algunes divertides i ben sovint despietades invencions satíriques com Myron (1975, una seqüela de Myra Breckinridge), Kalki (1978), Duluth (1983), En directe del Gòlgota (1992) i La institució smithsoniana (1998).
Vidal va tornar a escriure de forma ocasional per al cine i la televisió, incloent-hi un telefilm sobre Billy el Nen amb Val Kilmer, i una mini-sèrie sobre Lincoln. També va escriure el guió original per a la controvertida pel·lícula Calígula, però posteriorment el seu nom va ser suprimit pel director, i l'actor principal va reescriure el guió canviant el to i la temàtica d'aquest. Irònicament, en un intent fracassat per restaurar la visió original de Vidal durant la postproducció, la pel·lícula va acabar convertint-se en quelcom que ni Vidal ni Brass o McDowell havien imaginat.
És possible que, contràriament als seus propis desitjos, Vidal siga més respectat com a assagista que com a novel·lista. Els seus escrits versen principalment sobre política, història i temes literaris. Va guanyar el «National Book Award» en 1993 per Estats Units (1952-1992), de la qual es va publicar després una seqüela estenent la història fins a 2000 anomenada L'últim imperi. Des de llavors, Vidal ha publicat diversos pamflets molt crítics amb l'administració Bush-Cheney, així com el text sobre els «pares fundadors» d'Amèrica Inventant una nació. Ha publicat també unes memòries amb bona acollida pel públic: Memòria (Palimpset) (1995), i segons algunes informacions treballa en una continuació d'aquestes.
En els anys 1960, Vidal es va traslladar a Itàlia, actuant en un cameo en la pel·lícula de Federico Fellini Roma. Les seues postures polítiques liberals estan ben documentades, i l'any 1987 va escriure una sèrie d'assajos titulats Armageddon, on explorava les tortuositats del poder en l'Amèrica contemporània, i on critica de forma despietada a l'expresident Ronald Reagan, al qual descriu com «El triomf de l'art d'embalsamar».
L'agost del 2004 el diari The New York Times informava que Vidal, de 79 anys, venia la vil·la italiana que havia estat la seua residència durant 30 anys per motius de salut, i que es traslladava de forma permanent a sa casa de Los Angeles.

## Activitat política
A més del seu avi, Vidal té altres connexions amb el Partit Demòcrata; sa mare, Nina, es va casar amb Hugh D. Auchincloss Jr., qui després es convertiria en padrastre de Jacqueline Bouvier Kennedy. Vidal és també cosí de Jimmy Carter. Assegura que ell i Al Gore (antic vicepresident dels Estats Units) són cosins llunyans, encara que les investigacions genealògiques no han pogut determinar cap llaç de parentiu entre ells.
Vidal es considera a si mateix com un reformista radical la intenció del qual és la tornada al republicanisme pur de l'inici dels Estats Units. Com a estudiant va donar suport al moviment America First (que s'oposava a l'entrada dels Estats Units en la Segona Guerra Mundial), encara que al contrari que altres seguidors d'aquest moviment, Vidal va continuar afirmant després de la guerra que els Estats Units no haurien d'haver-se involucrat en aquest conflicte (actualment opina, això no obstant, que l'ajuda material als aliats va ser una bona idea). També ha suggerit que el president Roosevelt va incitar els japonesos a atacar als Estats Units per a tenir un «casus belli» que li permetera entrar en la guerra. Així mateix creu que aquest president disposava d'informació prèvia sobre l'atac.
En la seua activitat política, va ser candidat demòcrata al Congrés dels Estats Units l'any 1960 per Nova York (presentant-se en aquella ocasió sota l'eslògan «You'll get More with Gore», «Aconseguiràs més amb Gore»). En aquestes eleccions va perdre l'escó per escàs marge en el districte de Hudson River, tradicionalment republicà. Malgrat no resultar elegit, va aconseguir en el seu districte el major percentatge de vot per al partit demòcrata en 50 anys. De 1970 a 1972 va ser un dels presidents del Partit Popular dels Estats Units, i va participar l'any 1982 en les eleccions primàries per al senat del Partit Demòcrata per Califòrnia, aconseguint el segon lloc d'una llista de nou i obtenint mig milió de vots. En aquella ocasió es presentava amb el suport de celebritats com Paul Newman i Joanne Woodward.
Vidal es va veure embolicat en la controvèrsia per la seua relació amb Timothy McVeigh. Ambdós es van intercanviar correspondència mentre McVeigh estava a la presó, i Vidal creia que McVeigh havia tingut còmplices que l'haurien involucrat en l'Atemptat d'Oklahoma City. També va suggerir que l'atac podria haver sigut dut a terme pel mateix FBI per a aconseguir lleis antiterroristes més dures. En una altra entrevista, Vidal va dir que Timothy McVeigh va provocar aquest atemptat com a resposta contra els Estats Units, al·legant que el FBI espiava i assassinava nord-americans.

### Punts de vista sobre l'11-S
Vidal és tremendament crític amb l'administració Bush, de la mateixa manera que abans ho va ser amb anteriors governs que van desplegar, segons ell, polítiques exteriors expansionistes. Sovint ha expressat un punt de vista en diferents entrevistes, assajos i llibres segons el qual els americans «estem governats actualment per una junta d'hòmens del Pentàgon i petroliers com ambdós presidents Bush, Cheney, Rumsfeld, etc.». Assegura que durant molts anys, aquest grup i els seus associats han tractat de prendre el control del petroli a Àsia central (després de, sempre segons el seu punt de vista, haver aconseguit prendre el control efectiu del petroli del golf Pèrsic l'any 1991). En concret, i sobre els atemptats terroristes de l'11-S, Vidal escriu que aquests atacs (dels quals assegura que les autoritats nord-americanes tenien notícies prèvies de la seua imminència), justifiquen políticament els plans que ja tenia el govern nord-americà l'agost del 2001 per a invadir Afganistan a l'octubre d'aquell mateix any.
Vidal discuteix sobre la falta de defenses, incloent-hi el retard per part de la força aèria a enviar els caces per a interceptar als avions segrestats, comparant aquest retard amb el temps que hom podria esperar després d'haver-se informat d'un segrest. «Si aquests errors foren a causa de la incompetència», diu, «s'haurien d'haver jutjat en els tribunals militars per a destituir els responsables màxims». En compte d'açò, només es va efectuar un nombre limitat d'investigacions sobre com els errors potencials de les agències federals podrien haver permés que aquests atacs succeïren. Això, conclou Vidal, obri la possibilitat que, de fet, el govern haguera permés que ocorregueren els atacs, a fi de capitalitzar o catalitzar els esdeveniments i encobrir el que hagueren sigut uns molt discutibles fins polítics i agrupar-los sota el nom de guerra contra el terrorisme.

## Obra

### Assaig
- Rocking the Boat (1963)
- Reflections Upon a Sinking Ship (1969)
- Sex, Death and Money (1969)
- Homage to Daniel Shays (1973)
- Matters of Fact and of Fiction (1977)
- The Second American Revolution (1982)
- Armageddon? (1987)
- At Home (1988)
- A View From The Diner's Club (1991)
- Screening History (1992)
- Decline and Fall of the American Empire (1992)
- United States: essays 1952–1992 (1993)
- Palimpsest: a memoir (1995)
- Virgin Islands (1997)
- The American Presidency (1998)
- Sexually Speaking: Collected Sex Writings (1999)
- The Last Empire: essays 1992–2000 (2001)
- Perpetual War for Perpetual Peace or How We Came To Be So Hated, Thunder's Mouth Press, 2002, (2002)
- Dreaming War: Blood for Oil and the Cheney-Bush Junta, Thunder's Mouth Press, (2002)
- Inventing a Nation: Washington, Adams, Jefferson (2003)
- Imperial America: Reflections on the United States of Amnesia (2004)
- Point to Point Navigation : A Memoir (2006)

### Teatre
- Visit to a Small Planet (1957)
- The Best Man (1960)
- On the March to the Sea (1960-1961, 2004)
- Romulus (adaptació d'una obra de Friedrich Duerrenmatt) (1962)
- Weekend (1968)
- Drawing Room Comedy (1970)
- An evening with Richard Nixon (1970)
- On the March to the Sea (2005)

### Novel·la
- Williwaw  (1946)
- In a Yellow Wood (1947)
- The City and the Pillar (1948)
- The Season of Comfort (1949)
- A Search for the King (1950)
- Dark Green, Bright Red (1950)
- The Judgment of Paris (1953)
- Messiah (1955)
- A Thirsty Evil (1956) (contes)
- Julian (1964) - en català Julià l'Apòstata - I.S.B.N.: 84-297-5118-1 i 978-84-297-5118-5
- Washington, D.C. (1967) - en català Washington D.C.
- Myra Breckinridge (1968)
- Two Sisters (1970)
- Burr (1973)
- Myron (1975)
- 1876 (1976)
- Kalki (1978)
- Creation (1981)
- Duluth (1983)
- Lincoln (1984)
- Empire (1987)
- Hollywood (1989)
- Live from Golgotha: the Gospel according to Gore Vidal (1992)
- The Smithsonian Institution (1998) - en català La Institució Smithsoniana
- The Golden Age (2000) - en català L'edat d'or - I.S.B.N.: 8429749985
- Clouds and Eclipses : The Collected Short Stories (2006) (contes)

### Sota pseudònim
- A Star's Progress (aka Cry Shame!) (1950) com Katherine Everard
- Thieves Fall Out (1953) com Cameron Kay
- Death Before Bedtime (1953) com Edgar Box
- Death in the Fifth Position (1952) com Edgar Box
- Death Likes It Hot (1954) coms Edgar Box

### Aparicions i entrevistes
- Gore Vidal: The Man Who Said No (1982 documental)
- Ciutadà Bob Roberts (1992 pel·lícula)
- Gattaca (1997 pel·lícula)
- Igby Goes Down - com a capellà catòlic (2002, pel·lícula dirigida pel seu nebot Burr Steers)
- Da Ali G Show (2004)
- Why We Fight (pel·lícula - 2005)
- Inside Deep Throat (pel·lícula - 2005)
- The U.S. Versus John Lennon (pel·lícula - 2006)
- Family Guy - "Mother Tucker" (Episodi d'animació TV - 2006)
- The Simpsons - "Moe 'N' A Lisa" (Episodi d'animació TV - 2006)